# Železniční uzel Praha

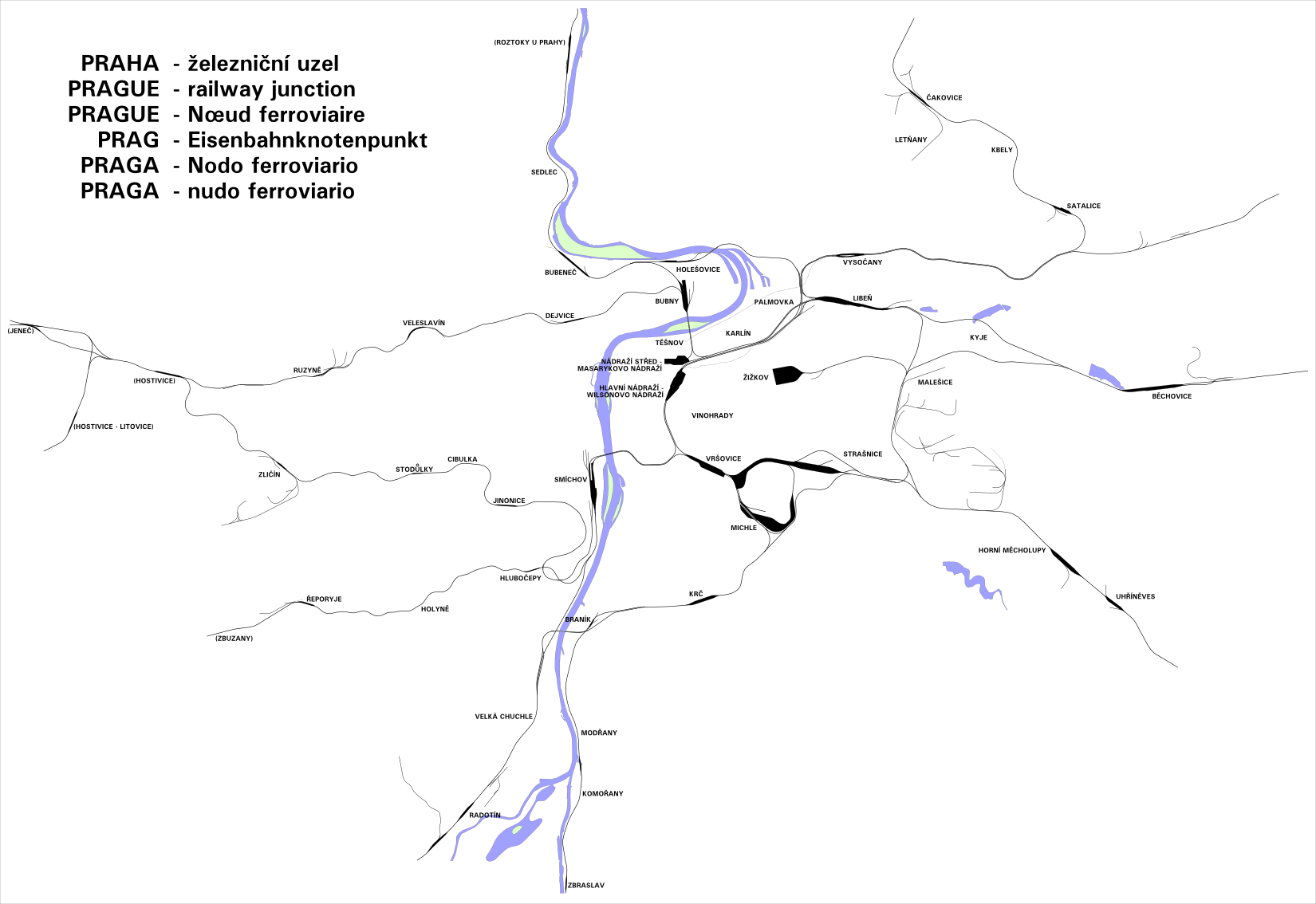
Pražský železniční uzel
s přilehlými stanicemi, stav 2010
(slabě zakreslené jsou zrušené tratě)

Praha představuje významný uzel osobní dálkové a příměstské osobní železniční dopravy. Nákladní železniční doprava je od první poloviny dvacátého století postupně vytlačována na okraj města.

## Historie železniční dopravy

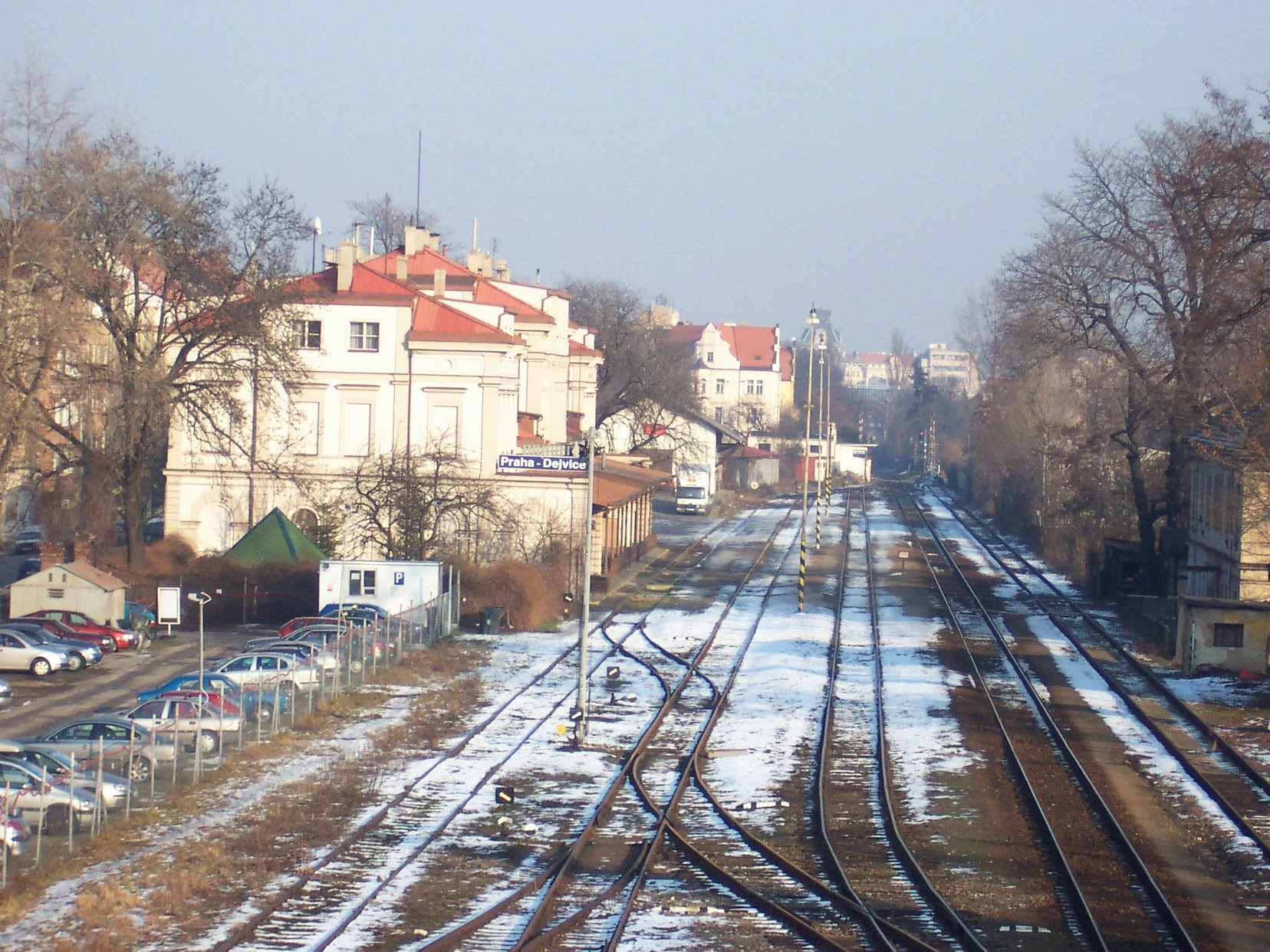
Nádraží Praha-Dejvice. V těchto místech byla od roku 1830 první železniční stanice na území dnešní Prahy: stanice Bruska Lánské koněspřežky.

### Oddělené dráhy
Osobní i nákladní doprava na území dnešní Prahy se uskutečňovala na tratích budovaných zpočátku samostatně různými společnostmi.
První železnicí na dnešním území Prahy byla lánská koněspřežka, kterou od roku 1830 provozovala Pražská železniční společnost z Brusky (poblíž dnešní stanice Praha-Dejvice). Původně měla pokračovat z Kladna přes křivoklátské lesy do Plzně, z čehož sešlo. V letech 1863–1868 ji Buštěhradská dráha přestavěla na normální rozchod a parní provoz a prodloužila do Bubnů, kde byla napojena na státní dráhu. K Praze byly Holešovice-Bubny připojeny roku 1884. V roce 1923 byla Buštěhradská dráha zestátněna.
Roku 1845 c. k. Severní státní dráha přivedla do Prahy na dnešní Masarykovo nádraží trať z Olomouce (navazující zde na Severní dráhu císaře Ferdinanda z Vídně). Státní dráha byla od 1. června 1850 prodloužena z téhož pražského nádraží (úvratí) přes Negrelliho viadukt do Podmokel (dnešní Děčín) a Drážďan. Pražským státním nádražím procházely zhruba v místech dnešního přemostění městské hradby s uzamykatelnými branami. Dnešní Masarykovo nádraží bylo první železniční stanicí v Praze. Roku 1871 karlínský spojovací viadukt umožnil přímý průjezd Prahou bez úvraťového zajíždění na nádraží.
Roku 1862 byla zprovozněna stejnojmennou společností Česká západní dráha z bavorského Brodu nad Lesy (Furth im Wald) přes Plzeň na tzv. Nádraží Praha (dnešní nádraží Praha-Smíchov). V době propojení pražských nádraží roku 1872 zde tatáž společnost vybudovala i nákladové nádraží, nazývané Společné. Ač tomu původní název nádraží nenasvědčuje, Smíchov byl připojen k Praze až v roce 1922.
14. prosince 1871 započal provoz Dráhy císaře Františka Josefa z Prahy (nádraží Františka Josefa, dnešní hlavní nádraží) do Benešova, Tábora a Vídně.
Roku 1872 v blízkosti nádraží Dráhy císaře Františka Josefa byla na samostatné stanici ukončena Turnovsko-kralupsko-pražská dráha. Obě nádraží postupně splynula, roku 1909 prošlo nádraží Františka Josefa přestavbou.

### Vznik železničního uzlu

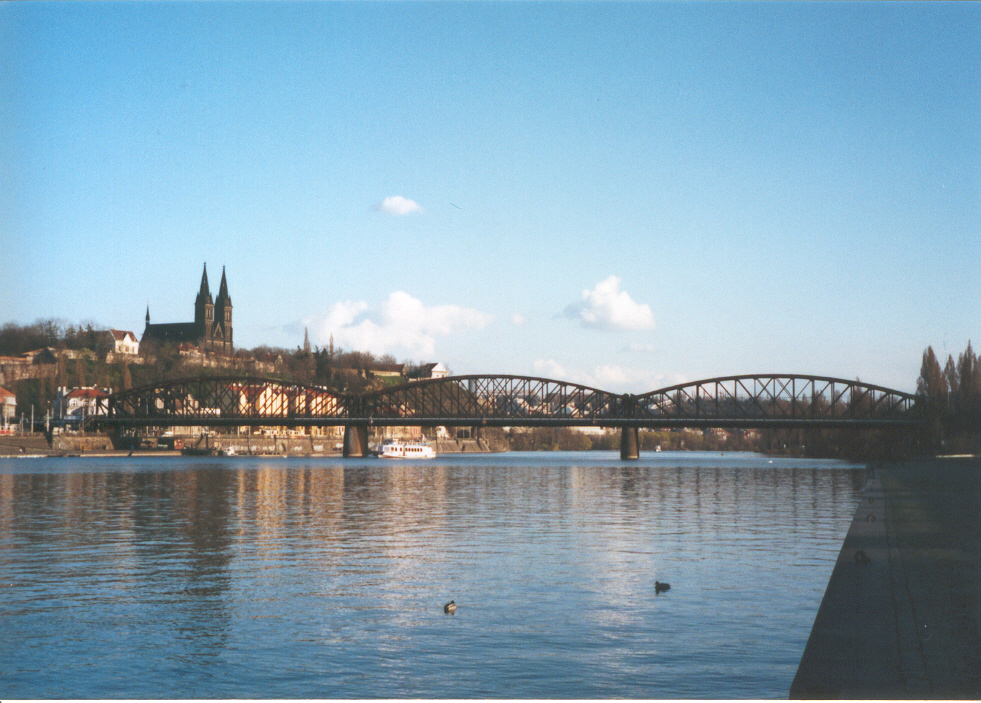
Vyšehradský železniční most, který byl postaven jako součást Pražské spojovací dráhy zprovozněné v roce 1872, by mohl být symbolem vzniku pražského železničního uzlu, propojení pražských nádraží. Nynější most pochází ovšem z roku 1901.

Roku 1872 byla zprovozněna Pražská spojovací dráha v trase Smíchov – Praha (dnešní hlavní nádraží). Téhož roku byla vybudována hrabovská spojka, prodloužení budějovické dráhy na Hrabovku, kde se ve zhlaví dnešního Masarykova nádraží napojovala na státní dráhu. Tím byla propojena nádraží čtyř různých železničních společností. Roku 1882 byl otevřen i spojovací oblouk od Smíchova (Vyšehradu) směrem k Benešovu. V průběhu druhé světové války byla trať z hlavního nádraží na Smíchov zdvojkolejněná a byl vybudován druhý vinohradský tunel a přestavěno smíchovské nádraží.
Roku 1872 byla do smíchovského nákladového nádraží vyústěna trať z Hostivice, která byla odbočkou Buštěhradské dráhy.
Roku 1873 byla do smíchovského nákladového nádraží vyústěna trať ze Slaného, kterou vybudovala Pražsko-duchcovská dráha.
Roku 1873 Rakouská severozápadní dráha zavedla na provizorní nádraží na Rohanském ostrově trať z Lysé nad Labem, ta byla roku 1875 prodloužena až na Severozápadní nádraží s velkolepou odbavovací budovou. Původně soukromá Rakouská severozápadní dráha byla zestátněna roku 1908. Provoz na trati z Vysočan přes libeňské dolní nádraží na Těšnov byl ukončen roku 1972, nákladní trať z Vysočan na Rohanský ostrov byla zrušena roku 1984.
Roku 1882 České obchodní dráhy zprovoznily místní dráhu Nusle–Modřany převážně pro potřeby modřanského cukrovaru. Trať byla roku 1897 prodloužena do Dobříše, roku 1905 byla dostavěna odbočka do Jílového u Prahy, která se zde napojila na již existující trať z Čerčan. Tato trať byla lidově nazývána Posázavský Pacifik. Roku 1926 byla trať v Modřanech přeložena a roku 1930 byl v rámci přeložky zrušen tunel pod Bohdalcem, v roce 1960 byla přeložena část trati v úseku Vršovice – Krč, 15. srpna 1960 byla zrušena zastávka Praha-Spořilov, která byla zřízena 19. května 1934. V roce 1991 byl přeložen úsek v Modřanech v souvislosti s výstavbou tramvajové trati a pro osobní dopravu byla místo dosavadního nádraží Praha-Modřany zřízena zastávka Praha-Modřany zastávka.
Roku 1898 byla zprovozněna vlečka podolské cementárny a několik let sloužila i osobní dopravě. Zrušena byla roku 1945.
Roku 1910 byla z Buben zavedena nákladní trať do nákladiště Holešovice-Vltava (dnešní holešovický přístav).

### Přestavba železničního uzlu

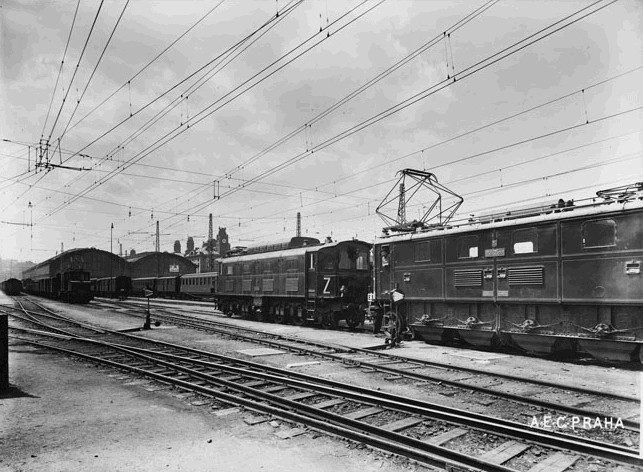
Elektrifikace Wilsonova nádraží v roce 1928

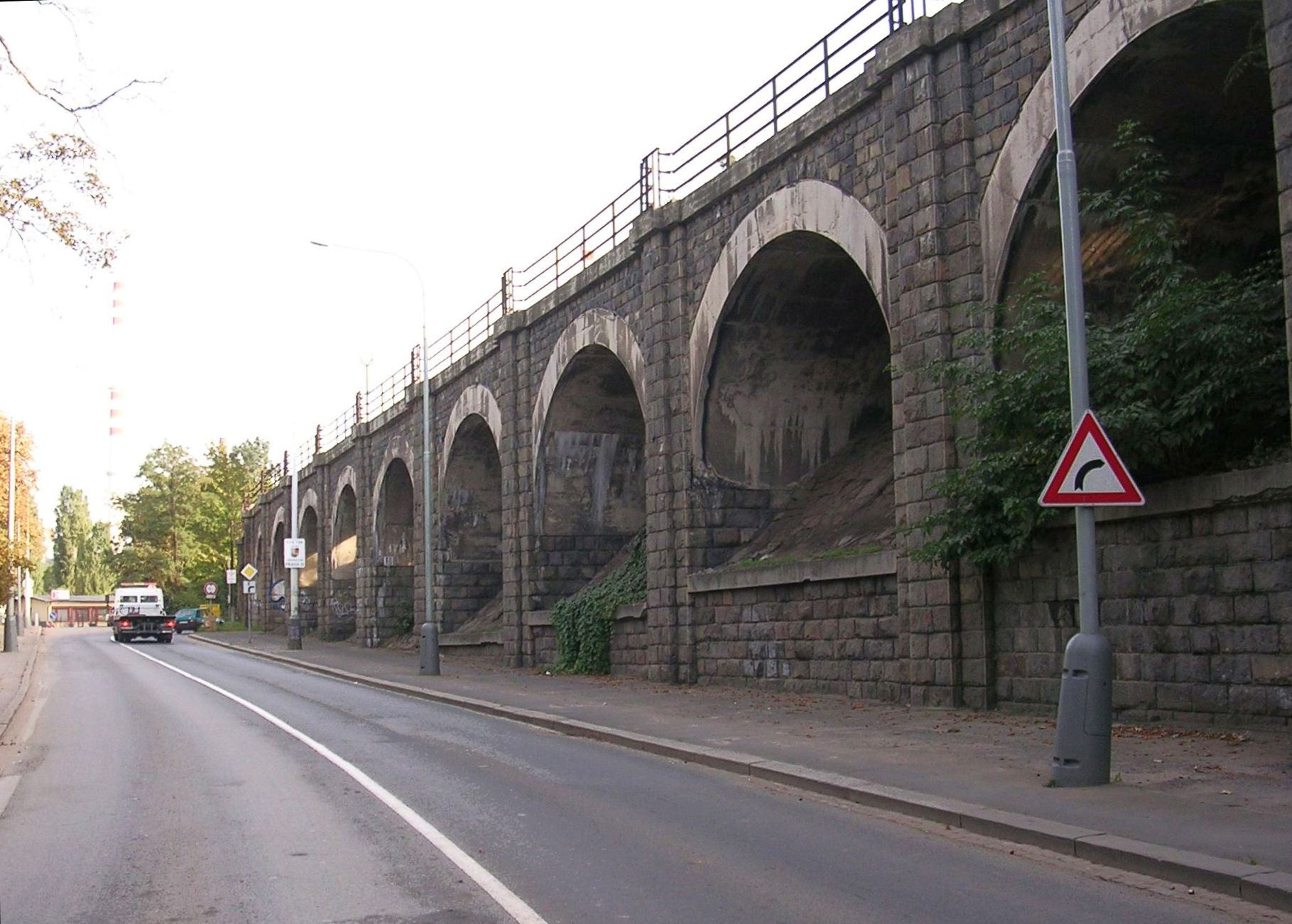
Viadukt v Malešicích podél ulice Pod Táborem. Tato trať, spojující nádraží Malešice s nákladovým nádražím Žižkov, byla zprovozněna roku 1936.

Po první světové válce začala být obchvatem koncepčně oddělována nákladní doprava od osobní dopravy, jak navrhovala Pražská nádražní komise již roku 1910. Bylo postaveno několik nákladních tratí sloužících jako částečný obchvat Prahy. Roku 1919 byla dokončena nákladní trať Vršovice – Malešice – Libeň státní nádraží (původně Libeň, dnes Praha-Libeň) s tunelem pod vrchem Tábor (do roku 1939 v části zdvojkolejněná), roku 1936 nákladní trať Malešice – Žižkov nákladní nádraží a roku 1941 trať Malešice – Běchovice. V letech 1949–1957 byly po trati Hostivař – Praha-Libeň horní nádraží (dnes Praha-Libeň) vedeny i osobní dělnické vlaky.
V letech 1917–1919 bylo zřízena první část seřaďovacího nádraží Vršovice. Roku 1926 byla vybudována spojka mezi pražsko-turnovskou dráhou a státní dráhou, Vítkov - Libeň horní nádraží (dnes Praha-Libeň).
Roku 1959 byla uzavřena dohoda mezi hlavním městem Prahou a ministerstvem dopravy o přestavbě železničního uzlu. Usnesení vlády č. 928/1960 z 12. října 1960 tuto koncepci potvrdilo. Osobní doprava měla být soustředěna na hlavní nádraží, kde měl být maximálně urychlen provoz. Odstavování a servisní činnosti měly být soustředěny do odstavných nádraží Sever a Jih. Plochy Masarykova nádraží a nádraží Bubny a Těšnov měly být uvolněny. Nákladní doprava měla být svedena do jediného hlavního seřaďovacího nádraží ve Vršovicích, tranzitní vedena po obchvatech, v jejichž budování se pokračovalo.
Některé spojovací tratě byly elektrizovány v roce 1928. V roce 1962 bylo změněno trakční napětí pražských železnic z 1,5 kV na 3 kV.
Roku 1964 byla dokončena tangenciální trať (železniční jižní spojka) Praha-Radotín – Praha-Krč – Praha-Vršovice seřaďovací nádraží včetně chuchelského tzv. mostu Inteligence. Jihozápadní část obchvatu, která měla spojovat Jinonice tunelem přes Hlubočepy s železniční jižní spojkou, ani trať Dejvice–Holešovice v severní části města nebyly realizovány.
V letech 1961–1999 bylo vybudováno odstavné nádraží Praha-jih. Je komplexem zařízení pro zajištění provozního servisu, čištění, údržby a vystrojování vlakových souprav osobní železniční dopravy. Hlavní část byla dokončena v prosinci 1971, v letech 1978–1982 bylo vybudováno 150 m široké přemostění Botiče. Roku 1971 bylo odstavné nádraží jih propojeno s vršovickým nádražím, roku 1998 byla dokončeno oboustranné napojení spojky do vršovické trati. Ač se v původních plánech počítalo se svedením veškeré nákladní dopravy na vršovické seřaďovací nádraží, v roce 2000 bylo z důvodu útlumu nákladní železniční dopravy naopak rozhodnuto o jeho zrušení. Odstavné nádraží Praha-sever, jehož výstavba bylo plánována nejdříve do Libně, později do Běchovic, zřízeno nikdy nebylo. Ve Vysočanech však bylo vybudováno v roce 1965 předávací nádraží Praha-východ v centru nové soustavy vleček ČKD a dalších podniků.
Roku 1972 byl ukončen provoz na trati Praha-Vysočany – Praha-Libeň dolní nádraží – Praha-Těšnov, roku 1984 i na nákladní trati z Vysočan na Rohanský ostrov. Roku 1978 byla dokončena přestavba libeňského horního nádraží (dnes Praha-Libeň). Roku 1979 byla do libeňského nádraží zaústěna jednokolejná spojka z nádraží Praha-Vysočany a roku 1980 Holešovická přeložka z odbočky Stromovka na trati Praha – Děčín přes nové nádraží Praha-Holešovice, na kterou bylo napojeno i kolejiště holešovického přístavu (původně napojené z nádraží Bubny).
V roce 1994 byla na hlavním nádraží zprovozněna další tři nástupiště. Přestavba severního (východního) zhlaví hlavního nádraží byla dokončena v roce 2005.

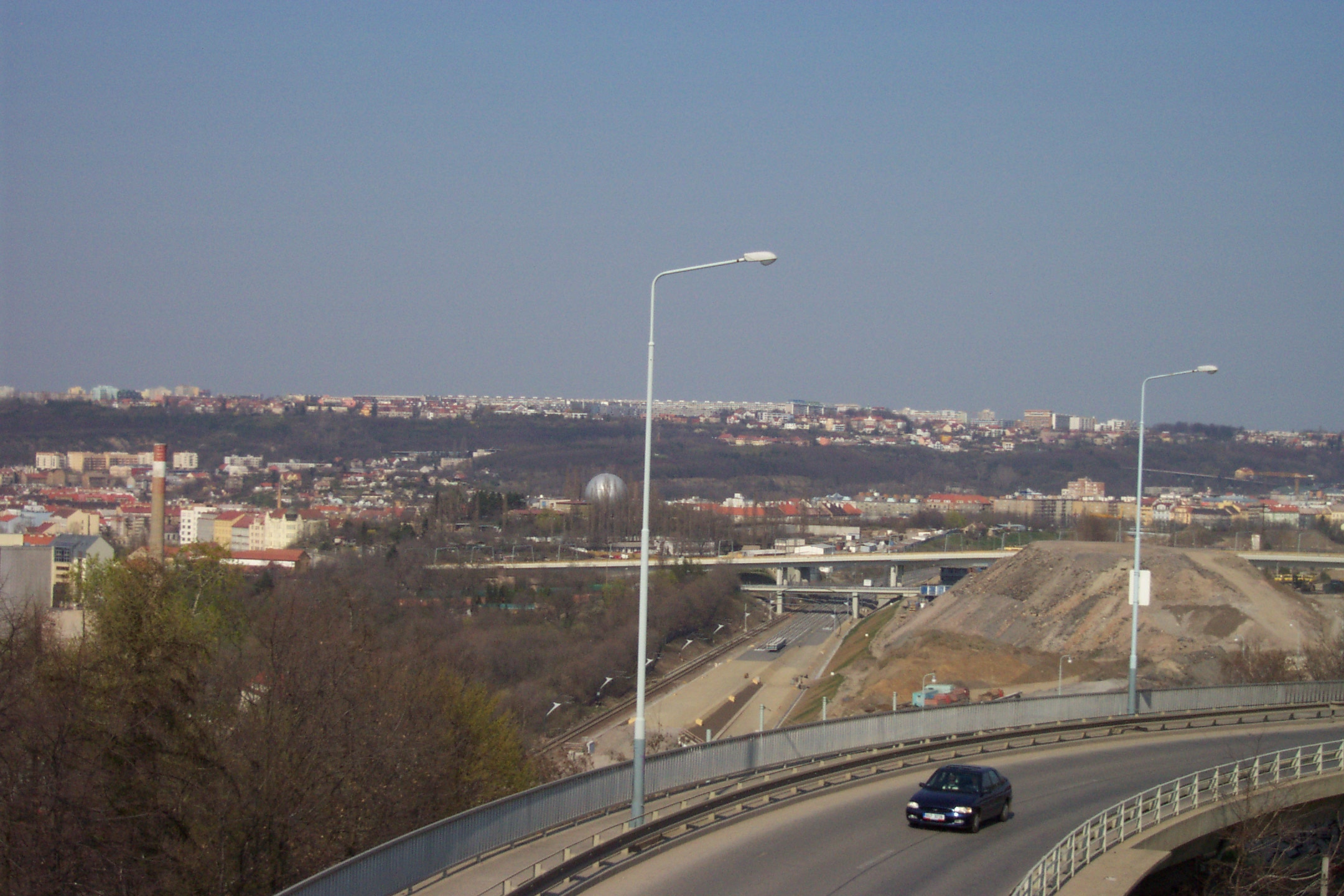
Přestavba hlavní železniční trati, vedoucí z Prahy na východ republiky, nedaleko Žižkova.

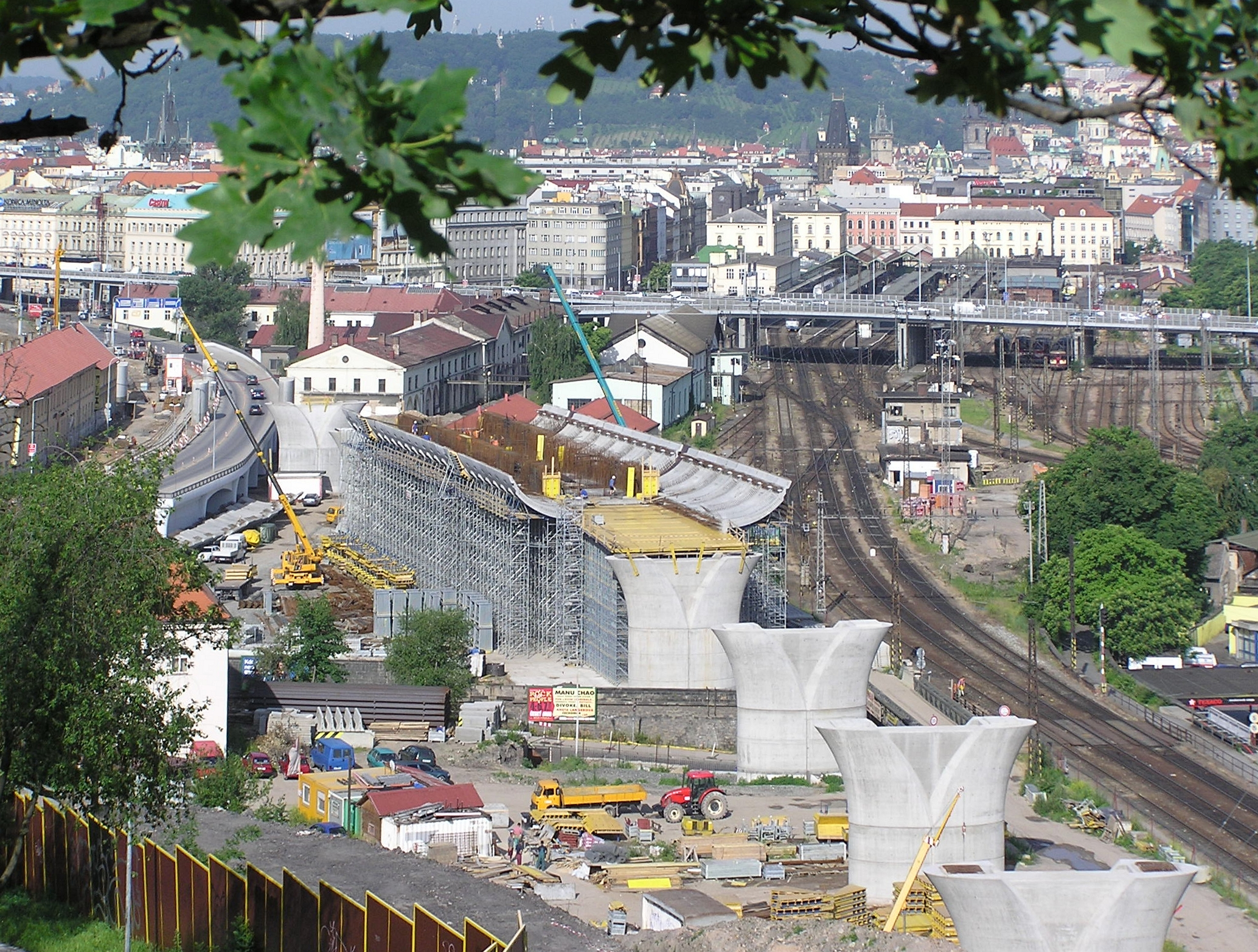
Masarykovo nádraží a stavba mostu Nového spojení v pohledu z úbočí Vítkova

V letech 2004–2010 bylo vybudováno takzvané Nové spojení, které napojilo novými tratěmi na hlavní a Masarykovo nádraží všechny směry od severu a severovýchodu. Součástí Nového spojení jsou dvojkolejná trať mezi Balabenkou (směry od Vysočan a Holešovic) a Libní, dvě nové dvojkolejné tratě mezi Balabenkou a hlavním nádražím, zachování dvojkolejné tratě mezi Libní a Masarykovým nádražím na severním úpatí Vítkova a nové spojky mezi dvěma tratěmi na hlavní nádraží a původní tratí na Masarykovo nádraží.

### Nové záměry
Prahou procházejí evropské železniční koridory. I. koridor prochází od Děčína k Břeclavi, III. koridor přichází k Praze od Plzně, IV. koridor od Českých Budějovic. Ve fázi úvah je V. koridor z Prahy do Liberce.
Do roku 2029 se počítá s modernizací tratě do Kladna a s napojením ruzyňského letiště. Aktuálně[kdy?] se buduje nové nádraží Praha-Bubny (ze staré budovy se stane muzeum - Brána nenávratna) a nová zastávka Praha-Výstaviště.[zdroj?]
V rámci modernizace III. koridoru má být vybudován Berounský tunel (jako součást vysokorychlostní trati Praha–Beroun), s počátkem výstavby nejdříve 2028 a dobou výstavby asi 10 let.
Projekt „Nové spojení II“ představuje vybudování železničních tunelů pod centrem Prahy včetně podzemních stanic.

## Nákladní doprava
Nákladní doprava na území Prahy je od 90. let 20. století v útlumu. Nákladová nádraží a seřadiště (Smíchov, Holešovice-Bubny, Vršovice, Žižkov, Strašnice) chátrají a jsou nevyužita, nebo postupně zastavována novou výstavbou, význam libeňského nádraží poklesl též v důsledku zrušení většiny průmyslových vleček v oblasti Libně a Vysočan. Naopak na významu v železniční dopravě Praze dodal kontejnerový terminál Praha-Uhříněves, jedno z největších vnitrozemských kontejnerových překladišť ve střední Evropě.
Sílící osobní doprava a z toho plynoucí vyčerpání kapacity tratí vede k plánům posílení kapacity tratí za hranicemi Prahy (hlavně na severovýchodě), aby nákladní vlaky nemusely metropolí projíždět.

## Železniční stanice
Praha má několik velkých nádraží, často ještě z dob přivedení kolejí do města v 19. století. Nejvýznamnější jsou hlavní nádraží na hranici Nového Města, Žižkova a Vinohrad, Masarykovo nádraží na Novém Městě, nádraží Praha-Smíchov a Praha-Holešovice. Jedním z hlavních pražských nádraží byla i Praha-Těšnov zrušené v roce 1972, výpravní budova byla zbořena až v roce 1985.
V rámci posilování role železnice v městské a regionální dopravě a obnovení přestupních vazeb jsou rozpracovány projekty na zřízení asi 20 nových stanic a zastávek na území Prahy (viz specializovaný článek).